# واسیلی اسمیسلوف
واسیلی اسمیسلوف (به روسی: Васи́лий Васильевич Смысло́в) ‏ (۲۴ مارس ۱۹۲۱ در مسکو، شوروی - ۲۷ مارس ۲۰۱۰) استادبزرگ شطرنج اهل شوروی و روسیه و قهرمان شطرنج جهان از سال ۱۹۵۷ تا ۱۹۵۸ بود.
او سه بار در مسابقه فینال قهرمانی شطرنج جهان با میخائیل بتوینیک رقابت کرد. نخستین بار در ۱۹۵۴ که با تساوی ۱۲–۱۲ (۷ برد برای هر کدام و ۱۰ مساوی) خاتمه یافت و قهرمانی در اختیار بتوینیک باقی ماند. بار دوم در ۱۹۵۷ که با پیروزی ۱۲٫۵–۹٫۵ او به پایان رسید و بار دیگر رویارویی انتقامی در ۱۹۵۸ که بتوینیک ۱۲٫۵–۱۰٫۵ پیروز شد.
اسمیسلوف هشت بار دیگر نیز در مسابقات انتخابی قهرمانی شطرنج جهان ظاهر شده است که آخرین آن در سن ۶۵ سالگی در سال ۱۹۸۵ بود. او با به‌دست آوردن ۱۷ مدال (۹ مدال طلای تیمی و ۸ مدال انفرادی) از ۱۹۵۲ تا ۱۹۷۲ در المپیاد شطرنج از این حیث رکورددار است. او همچنین دو بار در سالهای ۱۹۴۹ به همراه دیوید برونشتین و بار دیگر در سال ۱۹۵۵ به همراه یفیم گلر (البته اسمیسلوف در رویارویی تکمیلی از گلر شکست خورد) قهرمان شطرنج شوروی شده است. اسمیسلوف در دو مسابقه شوروی-بقیه جهان ۱۹۷۰ بلگراد و ۱۹۸۴ لندن که هر دو با برد شوروی به پایان رسید یکی از اعضای تیم شوروی بود.